# Волиньвугілля
ВО «Волиньвугілля». — компанія в місті Нововолинськ, Волинської області, по вулиці Луцька, 1. Включає 5 шахт, які видобувають енергетичне вугілля. Загальний фактичний видобуток 428154 т (2003).

## Підприємства
- ДП «Шахта № 5 «Нововолинська»
- ДП «Шахта № 1 «Нововолинська»
- ДП «Шахта № 9 «Нововолинська»
- ДП «Шахта «Бужанська»